# Barrington (Rhode Island)
Barrington is een plaats (town) in de Amerikaanse staat Rhode Island, en valt bestuurlijk gezien onder Bristol County.

## Demografie
Bij de volkstelling in 2000 werd het aantal inwoners vastgesteld op 16.819.

## Geografie
Volgens het United States Census Bureau beslaat de plaats een oppervlakte van
39,9 km², waarvan 21,8 km² land en 18,1 km² water.

## Plaatsen in de nabije omgeving
De onderstaande figuur toont nabijgelegen plaatsen in een straal van 12 km rond Barrington.

## Geboren in Barrington
- Jeffrey Hopkins (1940-2024), tibetoloog